# Anomalía quiral
En física, una anomalía quiral (o anomalía de Adler-Bell-Jackiw) es el hecho de que una corriente quiral no se conserve de manera anómala. En algunas teorías de fermiones con simetría quiral, el proceso de cuantización puede suponer la ruptura de esta simetría quiral. En este caso, la carga asociada con la simetría quiral no se conserva.
La no conservación sucede en un proceso de túnel cuántico de un vacío a otro, conocido como un instanton. En el caso de una simetría relacionada con la conservación de un número de partículas fermiónico, se puede entender la creación de tales partículas como sigue: La definición de una partícula es diferente en los dos estados de vacío entre los que ocurre el efect túnel; por lo tanto un estado de ninguna partícula en uno de los vacíos corresponde a un estado con algunas partículas en el otro vacío.
En particular,  hay un mar de Dirac de fermiones y, cuando ocurre el túnel,  causa que los niveles de energía del mar de fermiones se desplacen gradualmente hacia arriba para las partículas y hacia abajo para el antipartículas, o viceversa. Esto significa que las partículas qué antes pertenecían al mar de Dirac se transformen en partículas reales (energía positiva) y hay creación de partículas.
Técnicamente, una simetría anómala es una simetría de la acción {\displaystyle {\mathcal {A}}}, pero no de la medida {\displaystyle \,\mu }, y por tanto no del funcional generador de la teoría cuantizada {\displaystyle {\mathcal {Z}}=\int {d\mu \,\exp(i{\mathcal {A}}/\hbar )}} ({\displaystyle \hbar } es la constante de Planck reducida). La medida consta de una parte que depende del campo fermiónico {\displaystyle \!d\psi }  y una parte que depende de su complejo conjugado {\displaystyle d{\bar {\psi }}}. Las transformaciones de ambas partes bajo una simetría quiral no cancela en general. Notar que si {\displaystyle \!\psi }  es un fermión de Dirac, entonces la simetría quiral se puede escribir como {\displaystyle \psi \rightarrow e^{i\alpha \gamma ^{5}}\psi } donde {\displaystyle \!\alpha } es una matriz actuando sobre {\displaystyle \!\psi }.
De la fórmula para {\displaystyle {\mathcal {Z}}} se ve explícitamente que en el límite clásico, {\displaystyle \hbar \to 0,}  las anomalías no intervienen, ya que en este límite sólo los extremos de {\displaystyle {\mathcal {A}}} son relevantes.
La anomalía es de hecho proporcional al número de instantones de un campo gauge al que se acoplan los fermiones (notar que la simetría gauge nunca es anómala y se respeta exactamente, como requiere la consistencia de la teoría).

## Cálculo
La anomalía quiral se puede calcular de manera exacta mediante diagramas de Feynman con un bucle, por ejemplo, el famoso "diagrama triangular", que contribuye a la desintegración de los piones {\displaystyle \pi ^{0}\to \gamma \gamma } y {\displaystyle \pi ^{0}\to e^{+}e^{-}\gamma }.
La amplitud para este proceso se puede calcular directamente del cambio en la medida del campo fermiónico bajo la transformación quiral.

Diagrama de Feynman triangular, que da lugar a la anomalía quiral.

## Un ejemplo: no-conservación de la carga bariónica
El Modelo Estándar de las interacciones electrodébiles tiene todos los ingredientes necesarios para la bariogénesis. Además de la violación de la conjugación de carga {\displaystyle C} y la violación de {\displaystyle CP}  (carga + paridad), la violación de la carga bariónica aparece a través de la anomalía de Adler-Bell-Jackiw del grupo {\displaystyle U(1)}.
Los bariones no son conservados por las interacciones electrodébiles debido a la anomalía quiral cuántica. El lagrangiano electrodébil clásico conserva la carga bariónica. Los quarks siempre aparecen en combinaciones bilineales {\displaystyle q{\bar {q}}}, de modo que un quark puede desaparecer sólo en colisión con un antiquark. En otras palabras, la corriente bariónica clásica {\displaystyle J_{\mu }^{B}} se conserva:
{\displaystyle \partial ^{\mu }J_{\mu }^{B}=\sum _{j}\partial ^{\mu }({\bar {q}}_{j}\gamma _{\mu }q_{j})=0.}
Sin embargo, las correcciones cuánticas destruyen esta ley de conservación y en vez de cero en el lado derecho de esta ecuación aparece
{\displaystyle \partial ^{\mu }J_{\mu }^{B}={\frac {g^{2}C}{16\pi ^{2}}}G^{\mu \nu a}{\tilde {G}}_{\mu \nu }^{a},}
donde {\displaystyle C}  es una constante numérica,
{\displaystyle {\tilde {G}}_{\mu \nu }^{a}={\frac {1}{2}}\epsilon _{\mu \nu \alpha \beta }G^{\alpha \beta a},}
y el tensor de intensidad de campo gauge {\displaystyle G_{\mu \nu }^{a}} está dado por la expresión
{\displaystyle G_{\mu \nu }^{a}=\partial _{\mu }A_{\nu }^{a}-\partial _{\nu }A_{\mu }^{a}+gf_{bc}^{a}A_{\mu }^{b}A_{\nu }^{c}.}
Un hecho importante es que la no-conservación anómala de la corriente es proporcional a la derivada total de un operador vectorial, {\displaystyle G^{\mu \nu a}{\tilde {G}}_{\mu \nu }^{a}=\partial ^{\mu }K_{\mu }}  (esto no se anula debido a las configuraciones instantón del campo gauge, que son puro gauge en el infinito), donde la corriente anómala {\displaystyle K_{\mu }} es:
{\displaystyle K_{\mu }=2\epsilon _{\mu \nu \alpha \beta }\left(A^{\nu a}\partial ^{\alpha }A^{\beta a}+{\frac {1}{3}}f^{abc}A^{\nu a}A^{\alpha b}A^{\beta c}\right),}
que es el dual de Hodge de la 3-forma de Chern-Simons.

### Artículos publicados
- S. Adler (1969). «Axial-Vector Vertex in Spinor Electrodynamics». Physical Review 177 (5): 2426. Bibcode:1969PhRv..177.2426A. doi:10.1103/PhysRev.177.2426.Bibcode:1969PhRv..177.2426A. doi:10.1103/PhysRev.177.2426.
- J.S. Bell and R. Jackiw (1969). «A PCAC puzzle: π0→γγ in the σ-model». Il Nuovo Cimento A 60: 47. Bibcode:1969NCimA..60...47B. doi:10.1007/BF02823296.Bibcode:1969NCimA..60...47B. doi:10.1007/BF02823296.
- P.H. Frampton and T.W. Kephart (1983). «Explicit Evaluation of Anomalies in Higher Dimensions». Physical Review Letters 50 (18): 1343. Bibcode:1983PhRvL..50.1343F. doi:10.1103/PhysRevLett.50.1343.Bibcode:1983PhRvL..50.1343F. doi:10.1103/PhysRevLett.50.1343.
- P.H. Frampton and T.W. Kephart (1983). «Analysis of anomalies in higher space-time dimensions». Physical Review. D28 (4): 1010. Bibcode:1983PhRvD..28.1010F. doi:10.1103/PhysRevD.28.1010.Bibcode:1983PhRvD..28.1010F. doi:10.1103/PhysRevD.28.1010.
- Alan R. White (2004). «Electroweak High-Energy Scattering and the Chiral Anomaly». Physical Review. D69 (9): 096002. Bibcode:2004PhRvD..69i6002W. arXiv:hep-ph/0308287. doi:10.1103/PhysRevD.69.096002.Bibcode:2004PhRvD..69i6002W. doi:10.1103/PhysRevD.69.096002.
- T. Csörgő, R. Vértesi and J. Sziklai (2010). «Indirect Observation of an In-Medium η′ Mass Reduction in sqrt(s_{NN})=200  GeV Au+Au Collisions». Physical Review Letters 105: 182301. Bibcode:2010PhRvL.105r2301C. arXiv:0912.5526. doi:10.1103/PhysRevLett.105.182301.Bibcode:2010PhRvL.105r2301C. doi:10.1103/PhysRevLett.105.182301.

### Libros de texto
- K. Fujikawa Y H. Suzuki (mayo de 2004). K. Fujikawa and H. Suzuki (mayo de 2004). Path Integrals and Quantum Anomalies. Clarendon Press. ISBN 0-19-852913-9. K. Fujikawa and H. Suzuki (mayo de 2004). Path Integrals and Quantum Anomalies. Clarendon Press. ISBN 0-19-852913-9.
- S. Weinberg (2001). S. Weinberg (2001). The Quantum Theory of Fields. Volume II: Modern Applications. Cambridge University Press. ISBN 0-521-55002-5. S. Weinberg (2001). The Quantum Theory of Fields. Volume II: Modern Applications. Cambridge University Press. ISBN 0-521-55002-5.

### Preprints
- Yang, J.-F. (2003). «Trace and chiral anomalies in QED and their underlying theory interpretation». arXiv:hep-ph/0309311

."Trace and chiral anomalies in QED and their underlying theory interpretation". arXiv:hep-ph/0309311 [hep-ph]. 
- Yang, J.-F. (2004). «Trace anomalies and chiral Ward identities». Chinese Physics Letters 21 (5): 792-794. Bibcode:2004ChPhL..21..792Y. arXiv:hep-ph/0403173. doi:10.1088/0256-307X/21/5/008.Bibcode:2004ChPhL..21..792Y. doi:10.1088/0256-307X/21/5/008.
- Gozzi, E.; Mauro, D.; Silvestri, A. (2004). «Chiral Anomalies via Classical and Quantum Functional Methods». International Journal of Modern Physics A [Particles and Fields; Gravitation; Cosmology; Nuclear Physics] 20 (20 & 21): 5009. Bibcode:2005IJMPA..20.5009G. arXiv:hep-th/0410129. doi:10.1142/S0217751X05025085.Bibcode:2005IJMPA..20.5009G. doi:10.1142/S0217751X05025085.
- Dolgov, A.D. (1997). «Baryogenesis, 30 Years after». arXiv:hep-ph/9707419

."Baryogenesis, 30 Years after". arXiv:hep-ph/9707419 [hep-ph]. 
- Datos: Q5101826